# Reichsstraße (Berlin)
Die Reichsstraße befindet sich im Berliner Ortsteil Westend des Bezirks Charlottenburg-Wilmersdorf. Sie ist die Haupteinkaufsstraße in Neu-Westend.

## Lage
Die Reichsstraße verläuft vom Theodor-Heuss-Platz zum Spandauer Damm, auf den sie im Bereich des ehemaligen Spandauer Bocks trifft. Sie ist über die Stationen der U-Bahn-Linie 2 Theodor-Heuss-Platz und Neu-Westend zu erreichen und wird von der Buslinie 143 bis zum Brixplatz durchfahren.
Sie ist nicht zu verwechseln mit der nahegelegenen Heerstraße, die in Berlin die seit 1932 bezeichneten Reichsstraßen und heutigen Bundesstraßen B 2 und B 5 vereint.

## Steubenplatz

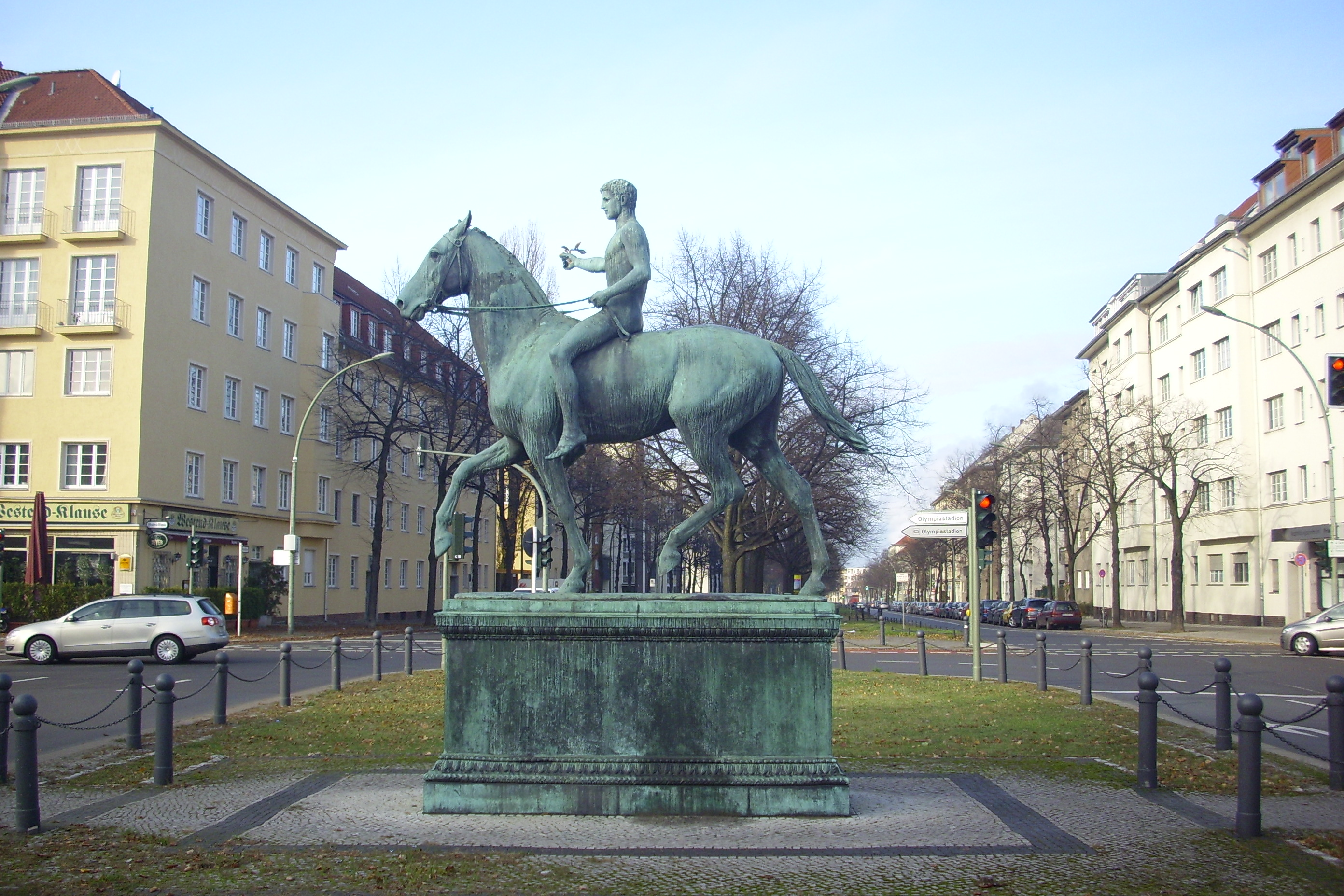
Der Sieger von Louis Tuaillon auf dem Steubenplatz

Etwa die Mitte der Reichsstraße und das Zentrum Neu-Westends bildet der Steubenplatz, der nach Friedrich Wilhelm von Steuben (1730–1794), einem preußischen Offizier und späteren General im Amerikanischen Unabhängigkeitskrieg, benannt ist. In den Steubenplatz münden Preußenallee, Olympische Straße, Bolivarallee und Ebereschenallee. Markant ist die im Zentrum des Platzes aufgestellte Reiterstatue Der Sieger. Die 1902 von Louis Tuaillon für den Privatgarten von Eduard Arnhold in Berlin-Wannsee geschaffene Figur wurde 1961 dort aufgestellt.
Am Steubenplatz befindet sich die traditionsreiche Kneipe „Westend-Klause“, in der schon der am Brixplatz – damals Sachsenplatz – wohnende Schriftsteller Joachim Ringelnatz in den frühen 1930er Jahren Stammgast war. Von 1939 bis 1967 befand sich auf der nordöstlichen Seite des Platzes das Film-Theater Puck, dessen Räumlichkeiten heute ein Supermarkt nutzt. An der Einmündung der Bolivarallee in den Steubenplatz stand über Jahre hinweg der nur für Filmzwecke genutzte Imbisswagen der Drei Damen vom Grill.

## Geschichte
Ihren Namen trägt die Reichsstraße seit dem 8. Dezember 1906 und war vorher die Straße 7a des Bebauungsplans Westend. Die Bezeichnung nimmt Bezug auf die Proklamation des preußischen Königs Wilhelm I. zum deutschen Kaiser am 18. Januar 1871, durch die das Deutsche Kaiserreich als konstitutioneller monarchischer Bundesstaat gegründet wurde. Bis 1918 umfasste es 22 monarchische und drei republikanische Staaten sowie Elsass-Lothringen.
Der Straßenname hat sich trotz unterschiedlicher politischer Entwicklungen bis heute erhalten. In Neu-Westend, dem Viertel um die Reichsstraße, sind viele Straßen nach den Ländern des in Versailles proklamierten deutschen Kaiserreichs benannt, wie beispielsweise die Preußen-, Hessen- und Württembergallee.

## Sonstiges
Im südöstlichen Teil zwischen Theodor-Heuss- und Steubenplatz besitzt die Reichsstraße eine gute gewerbliche Infrastruktur für den gehobenen Lebensbedarf. In der Reichsstraße 17 befindet sich die Namibische Botschaft.